# ایلیا کاباکوف
ایلیا کاباکوف (انگلیسی: Ilya Kabakov؛ زادهٔ ۳۰ سپتامبر ۱۹۳۳) مجسمه‌ساز، نقاش، هنرمند، و عکاس اهل روسیه است.
وی همچنین برندهٔ جوایزی همچون پرمیوم ایمپریاله و نشان دوستی شده‌است.